# ايبرهارد بوخفالد
ايبرهارد بوخفالد (بالألمانية: Eberhard Buchwald) (و. 1886 – 1975 م) هو فيزيائي، وأستاذ جامعي من ألمانيا . ولد في فروتسواف.
توفي في فارين ، عن عمر يناهز 89 عاماً.

## مناصب وهيئات
أدار جامعة ينا.